# Hiroshi Azuma
Hiroshi Azuma (東 浩史 Azuma Hiroshi?), född 15 maj 1987 i Miyagi prefektur, är en japansk fotbollsspelare.
Azuma började sin karriär 2010 i Ehime FC. Han spelade 74 ligamatcher för klubben. 2014 flyttade han till V-Varen Nagasaki. Han spelade 54 ligamatcher för klubben. 2016 flyttade han till AC Nagano Parceiro.